# 吳明敏
吳明敏，現任台灣農業產學聯盟理事長、中興大學行銷學系名譽教授。曾任全國農業金庫董事長、農業科技研究院董事長、新境界文教基金會農業小組召集人、民進黨第六屆不分區立法委員。中興大學農業經濟學士、碩士，美國俄亥俄州立大學農業經濟博士。

## 現職
- 台灣農業產學聯盟理事長
- 台灣公共議題研究協會理事長
- 中興大學行銷系名譽教授
- 中山大學校務發展諮詢顧問
- 立法院榮譽顧問
- 台灣管理學會顧問
- 中華民國四健會協會顧問
- 台灣優良農產品發展協會常務董事
- 台中市新民高級中學董事

## 經歷
- 全國農業金庫董事長
- 全國農漁業及金融資訊中心董事長
- 中華民國銀行公會理事
- 台北市銀行公會理事
- 農業科技研究院董事長
- 臺灣金融聯合都市更新服務股份有限公司監察人
- 台灣銀行常務董事
- 新境界文教基金會董事
- 新境界文教基金會政策小組諮詢委員
- 新境界文教基金會農業小組召集人
- 台灣農業產學聯盟理事長
- 台灣公共議題研究協會理事
- 行政院客莊369治理平臺委員
- 行政院臺三線客庄浪漫大道治理平台委員
- 行政院政務顧問
- 立法院民進黨第六屆不分區立法委員
- 立法院經濟及能源委員會召集委員
- 立法院紀律委員會召集委員
- 立法院民進黨黨團經濟及能源政策小組召集人
- 台灣和澳洲國會議員聯誼會會長
- 台灣智庫執行委員、農業論壇召集人
- 中興大學校務諮詢委員會委員
- 中興大學國際事務諮詢委員
- 中興大學教授會理事主席
- 中興大學行銷學系教授
- 中興大學農產運銷學系主任、所長
- 中興大學企業管理學系主任
- 高雄大學校務發展委員會委員
- 高雄大學校務諮詢委員會委員
- 大葉大學校務顧問
- 大葉大學企業管理學系講座教授
- 開南大學校務發展顧問
- 開南大學行銷系榮譽講座教授
- 新台灣國策智庫顧問
- 立法院最高顧問
- 僑務委員會僑務工作專家
- 澳洲台灣商會聯合總會顧問
- 越南台灣商會聯合總會顧問
- 台北市政府市政顧問
- 台中市政府市政顧問
- 客座教授-澳洲Curtin 科技大學Muresk Institute of Agriculture、泰國清邁Maejo大學Faculty of Economics
- 訪問學者-澳洲南澳大學School of Marketing、波蘭University of Economics in Katowice、匈牙利Corvinus Uinversity Budapest、匈牙利Kodolanyi Janos University of Applied Science、捷克Czech University of Life Sciences Prague、泰國曼谷吞武里大學

## 專書(2000年起)
- 吳明敏(發行人)，2021，12，蛻變百農卓越農金- 百位青年從農經驗創業分享，全國農業金庫，共228頁。ISBN ：978-626-95581-0-0。
- 吳明敏，2015，09，台灣農政再出發，林鐘雄紀念著作，民報文化事業股份有限公司，共494 頁。ISBN ：978-986-92164-3-2。
- 吳明敏、彭百顯(總策劃)，2015，09，台灣食品安全問題總診斷《食安論壇》論文集，民報文化事業股份有限公司，共255頁。ISBN ：978-986-92164-0-1。
- 吳明敏(主編)，2015，05，農業新政研討會論文集，新境界文教基金會和台灣農業產學聯盟，共156頁。
- 吳明敏，2013，06，迷航-2008~2012台灣農業議題追索(台灣農業沉淪紀實)，開南大學出版社，共342頁。ISBN ：978-986-6467-20-2。
- 吳明敏，2012，12，獵巫時代- 一個民主轉型司法亂紀的個案，社團法人台灣社，共274頁(含光碟，816頁)。ISBN ：978-986-89045-0-7。
- 吳明敏，2010，11，逆境求生- 2001~2010台灣農業議題追索，台灣智庫叢書13，吳氏圖書股份有限公司，共584頁。ISBN ：978-986-86138-2-9。
- 吳明敏(主編)，2007，03，萬山不許一溪奔，吳明敏立法委員問政實錄(2006.02.01-2007.01.31)，台灣公共政策發展協會，共250頁。ISBN ：978-986-83312-0-4。
- 吳明敏(主編)，2007，02，兩岸農業的競合- 夾縫中的台灣農業，台灣智庫政策研究系列(21)，共65頁。ISBN ：986-81790-9-7。
- 吳明敏(主編)，2005，11，變局與曙光— 台灣農業的現在與未來(上) (下)，台灣智庫叢書003 ，吳氏圖書股份有限公司，共754頁。ISBN ：986-81790-0-9。
- 吳明敏(主編)，2005，05，台灣的農業課題和解決對策，台灣智庫政策研究系列(14)，共60頁。
- 吳明敏，2004，11，走出台灣農業的新路，晨星出版有限公司，共217頁。ISBN：957-455-777-4。
- 吳明敏(主編)，2004，02，升級、轉型、永續— 台灣農業政策建言，台灣智庫政策研究系列(13)，共90頁。
- 吳明敏(主編)，2003，08，台灣的農業經濟定位和戰略，財團法人台灣智庫農業論壇報告(2002.04~2003.07)，財團法人台灣智庫出版，共363頁。英文稿：Ming-ming Wu, Promoting, Transforming, and Sustaining: Suggestions for Taiwan's Agricultural Policies。
- 吳明敏，2003，01，台灣的稻米政策：全球化趨勢下的新方向，台灣智庫政策研究系列(9)，共18頁。英文稿，Taiwan Rice Policy: New Directions under the Trend of Globalization。
- 吳明敏(主編)，2002，05，台灣農業的挑戰與對策，財團法人台灣智庫農業論壇九十年度報告，財團法人台灣智庫出版，共326頁。

## 文章(政策評論)
參考來源：https://mmwu987.wordpress.com/（页面存档备份，存于）

## 榮譽
- 國家品牌玉山獎-傑出企業領導人，中華民國國家企業競爭力發展協會(2021)
- 國家品牌玉山獎-傑出企業類(全國農業金庫)，中華民國國家企業競爭力發展協會(2021)
- 中興大學應用經濟學系榮譽傑出系友(2015)
- 高雄市彌陀國小創校百年典範人物(2012)
- 李登輝學校傑出校友(2011)
- 中興大學傑出校友(2008)
- 中興大學興大之光-特別貢獻獎(2008)
- 加拿大牛肉出口協會Certificate of Recognition(2007)
- 澳洲西澳省政府農業廳Certificate of Recognition(2000)
- 美國俄亥俄州立大學食品農業和環境科學院國際校友獎International Alumni Award(1994)
- 國科會甲種研究獎助八次(1986-1995)/1997年起質疑制度不公平，不再申請
- 美國俄亥俄州農業研究發展中心OARDC年度研究成就主任獎候選人(1986)
- 美國俄亥俄州立大學傑出博士論文獎Outstanding Ph.D. Dissertation Award(1986)
- 美國The Ohio State University 的Research Associate 完成博士學位(1984-1985)
- 國科會第十九屆科技人員出國進修博士學位(1981-1983)
- 國科會研究獎助講師級連續三年(1978-1980)
- 中興大學農業經濟研究所入學考試榜首和第一名畢業(1973-1975)
- 高等考試及格建設人員農業經濟科(1971)